# Doğukan Sönmez
Doğukan Sönmez (Küçükçekmece, 1º gennaio 1992) è un cestista turco.

## Palmarès
- Campionato turco: 1

Galatasaray: 2012-13
- Coppa di Turchia: 1

Bandırma Banvit: 2017